# 东台站
东台站，位于中华人民共和国江苏省盐城市东台市东台镇，车站始建于2000年，有新长铁路和盐通高速铁路通过。车站由上海局集团新长车务段管辖，办理客货运业务。

## 历史
2019年，为配合盐通高铁工程，东台站站房進行升级改造工程，自8月15日开始部分停办旅客列车的客运业务、9月1日停办全部列车客运业务至12月31日，以便于在车站周边的民生公交大楼修建临时候车室并改造普速场站台。
2020年12月30日，东台站新站房随盐通高铁通车同步开通。

## 车站结构

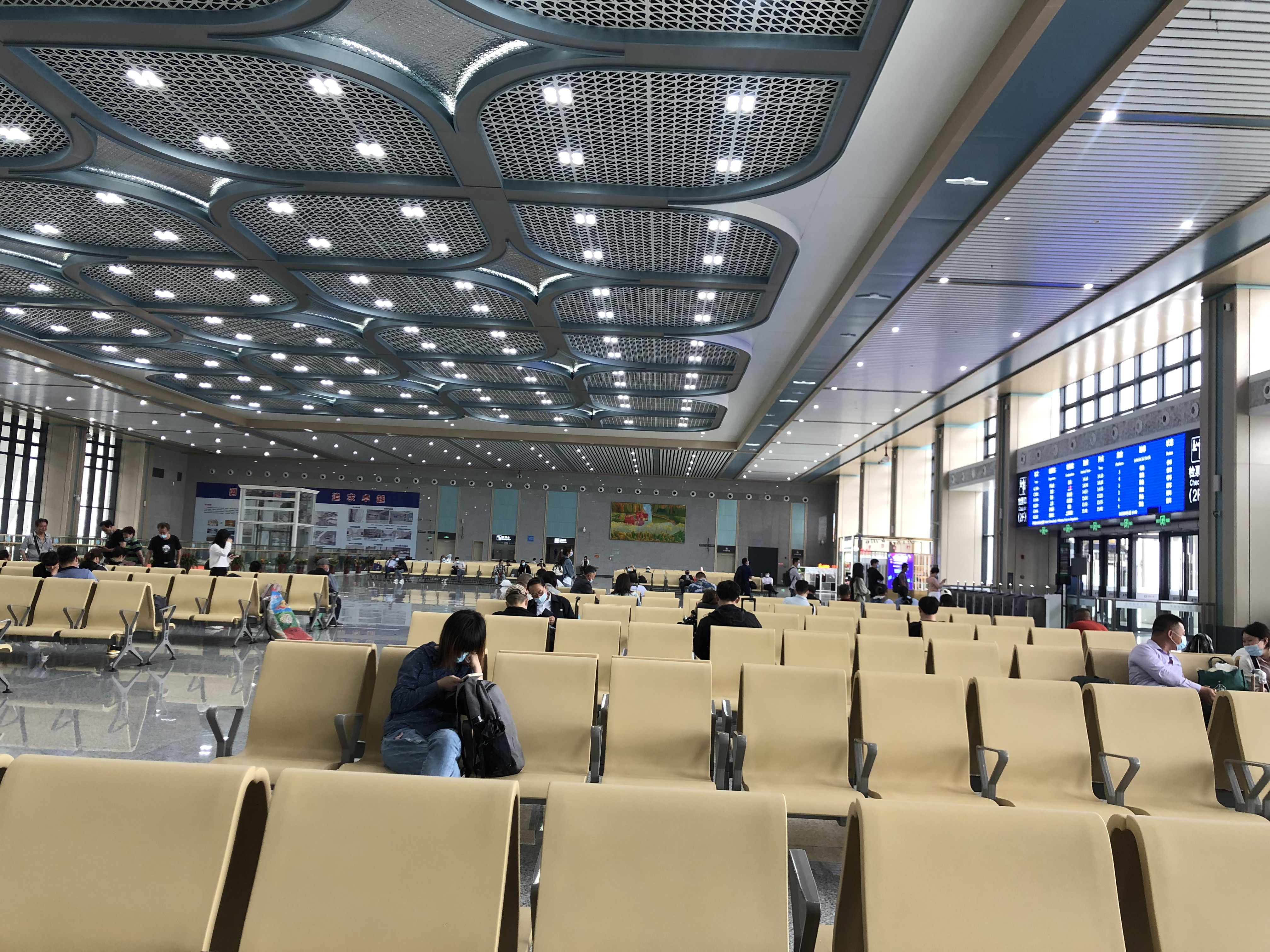
候车大厅

东台站新站房面积14580平方米，外立面通过树杈钢结构立柱体现了“水绿东台”的设计意向。站房内共有两层，设有候车厅、售票厅、出站厅、旅客服务、客运办公及设备用房等区域。
东台站设有普速场和高速场。普速场有新长铁路经过，设有2台4线；高速场有盐通高速铁路经过，设2台4线。站房和各站台通过1座宽10米的进站天桥和1条宽8米的出站地道连接。
| 侧式站台 |                                      |
| 7站台    | 盐通高速铁路 往南通西方向（海安站）  |
| 正线     | 盐通高速铁路 下行列车通过线          |
| 正线     | 盐通高速铁路 上行列车通过线          |
| 6站台    | 盐通高速铁路往盐城方向（盐城大丰站） |
| 侧式站台 |                                      |
|          | 新长铁路 列车                        |
| 2站台    | 新长铁路往海安方向（安丰站）         |
| 侧式站台 |                                      |
| 正线     | 新长铁路 列车通过线                  |
| 1站台    | 新长铁路往新沂方向（草堰站）         |
| 侧式站台 |                                      |
| 站房     | 售票口、进站口、候车室、出站口       |

## 車站周邊
- 东台民生汽车客运站
- 东台汽车客运站
- 东台市现代农业科技示范园
- 淮南第二矿工医院
- 东台市人民体育场
- 通榆河